# Stephanie Yakoff
Stephanie Yakoff (* 4. September 2005) ist eine US-amerikanische Tennisspielerin.

## Karriere
Yakoff begann mit vier Jahren das Tennisspielen und spielte bislang hauptsächlich Turniere der ITF Junior Tour und ITF Women’s World Tennis Tour.
2019 gewann sie die U14 Junior Orange Bowl International Tennis Championship in Coral Gables, Florida. Ihr gelangen zwischen 2019 und 2022 drei aufeinanderfolgende Landesmeistertitel in New Jersey im Highschool-Tennis.
Ihr erstes Turnier auf der WTA Tour bestritt Yakoff im März 2023, als sie eine Wildcard für die Qualifikation zu den BNP Paribas Open erhielt. Sie unterlag aber bereits in der ersten Runde Anna Karolína Schmiedlová mit 1:6 und 0:6.

## College Tennis
Ab der Saison 2023/24 wird Yakoff die Damentennismannschaft der Harvard University unterstützen.